# 金乗院 (所沢市)
金乗院（こんじょういん）は、埼玉県所沢市上山口にある寺院である。真言宗豊山派に属し、山号は吾庵山、寺号は放光寺。本尊は千手観音で山口観音とも称される。

## 歴史
この寺は、古くから観音信仰の霊場として知られ、観音像や観音堂は空海によって弘仁年間（810年 – 824年）に開かれたと伝えられ、この寺はその別当寺であった。鎌倉時代末期新田義貞が鎌倉を攻めた際には、この寺に祈願したという。
本堂にまつられている本尊千手観音は秘仏で、33年に一度開帳される。本尊の脇仏には不動明王と毘沙門天がまつられている。近年では開創1200年を記念して平成29年（2017年）4月29日から5月1日に開帳された。

## 境内
- 本堂 - 宝暦12年（1762年建立）[6]
  - ブレイクベル（マニ車）
- 山門
- 手水舎
- 霊馬堂
- 大日堂
- 千躰観音堂
- 仏国窟
  - 西国三十三ヶ所
  - 四国八十八ヶ所
- 水子地蔵
- 玉佛堂
- 地蔵堂
- 七福神堂
- 閻魔堂

## 札所
- 武蔵野三十三観音霊場第13番札所
- 狭山三十三観音霊場第1番
- 武蔵野七福神（布袋） ほか

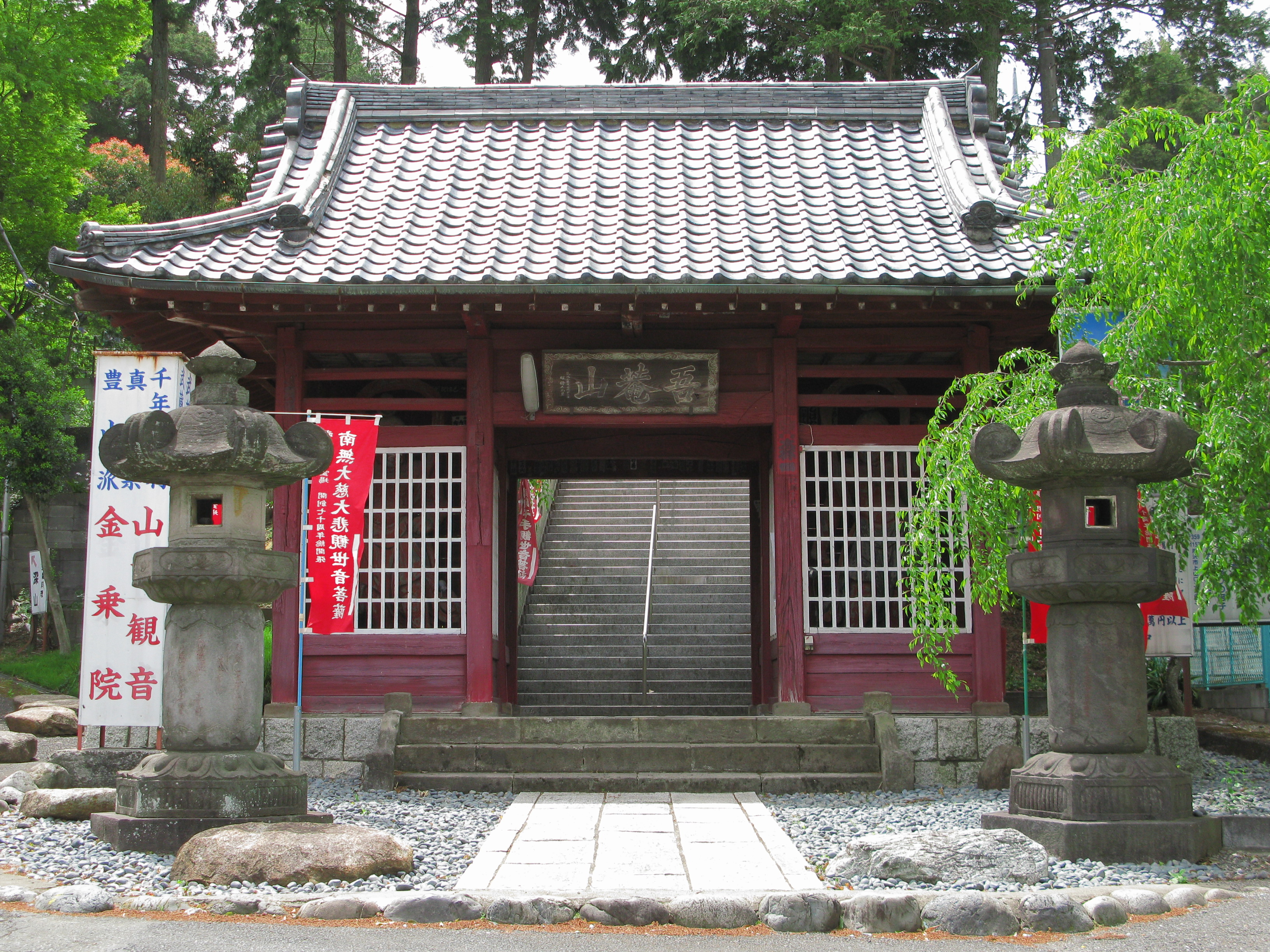
山門
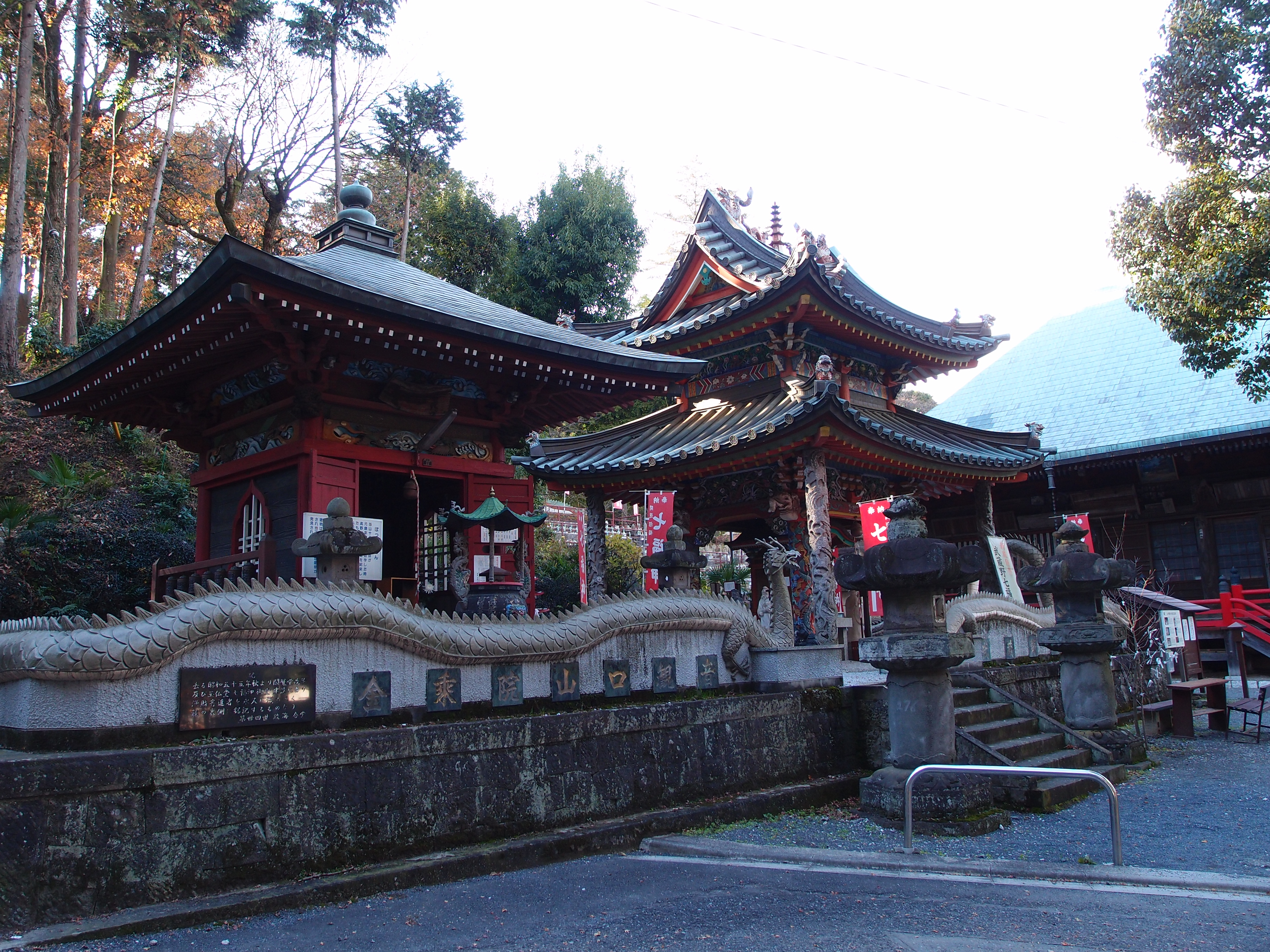
開山堂と七福神堂
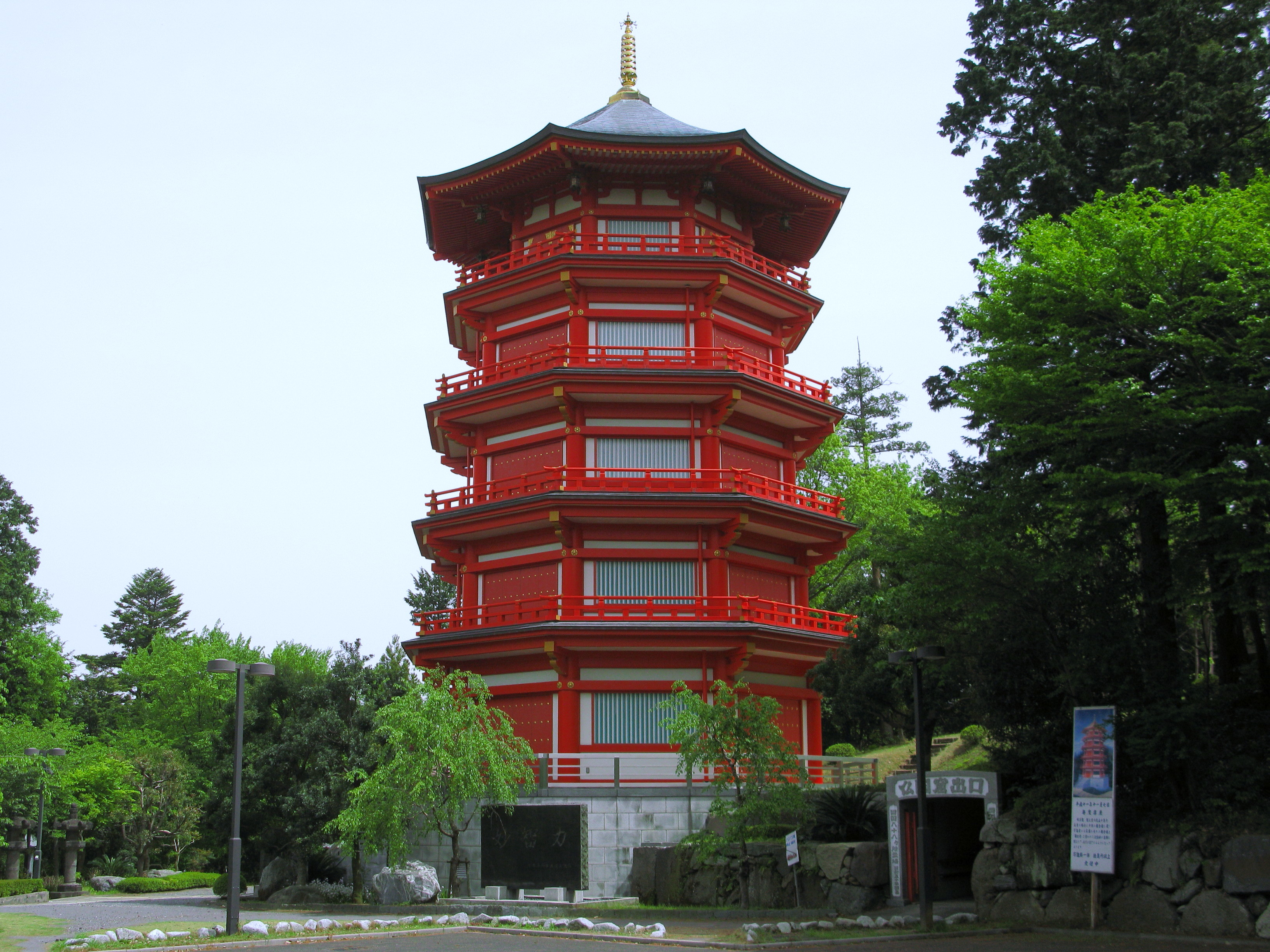
千躰観音堂
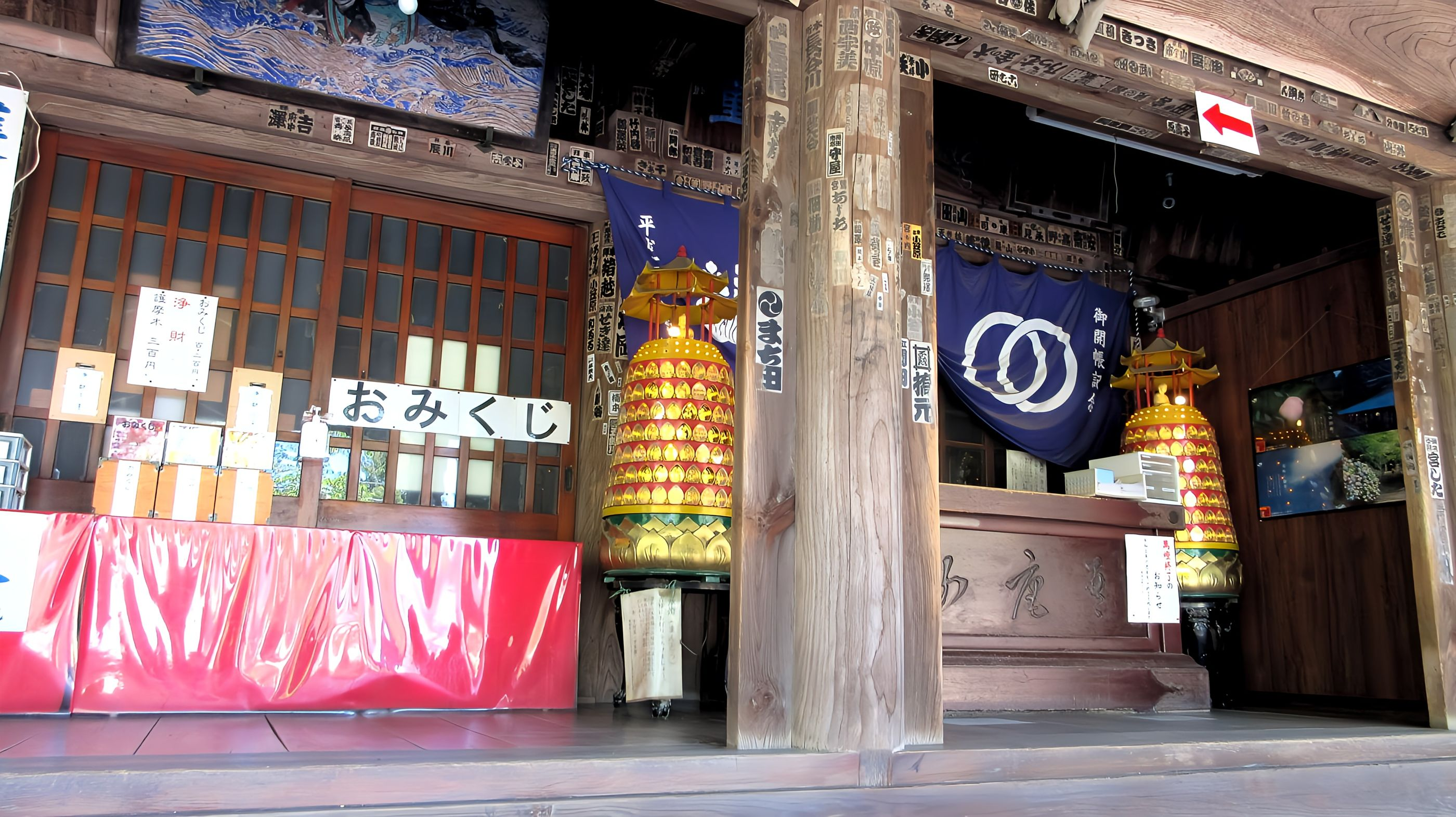
本堂正面の金色の萬燈(まんどう)
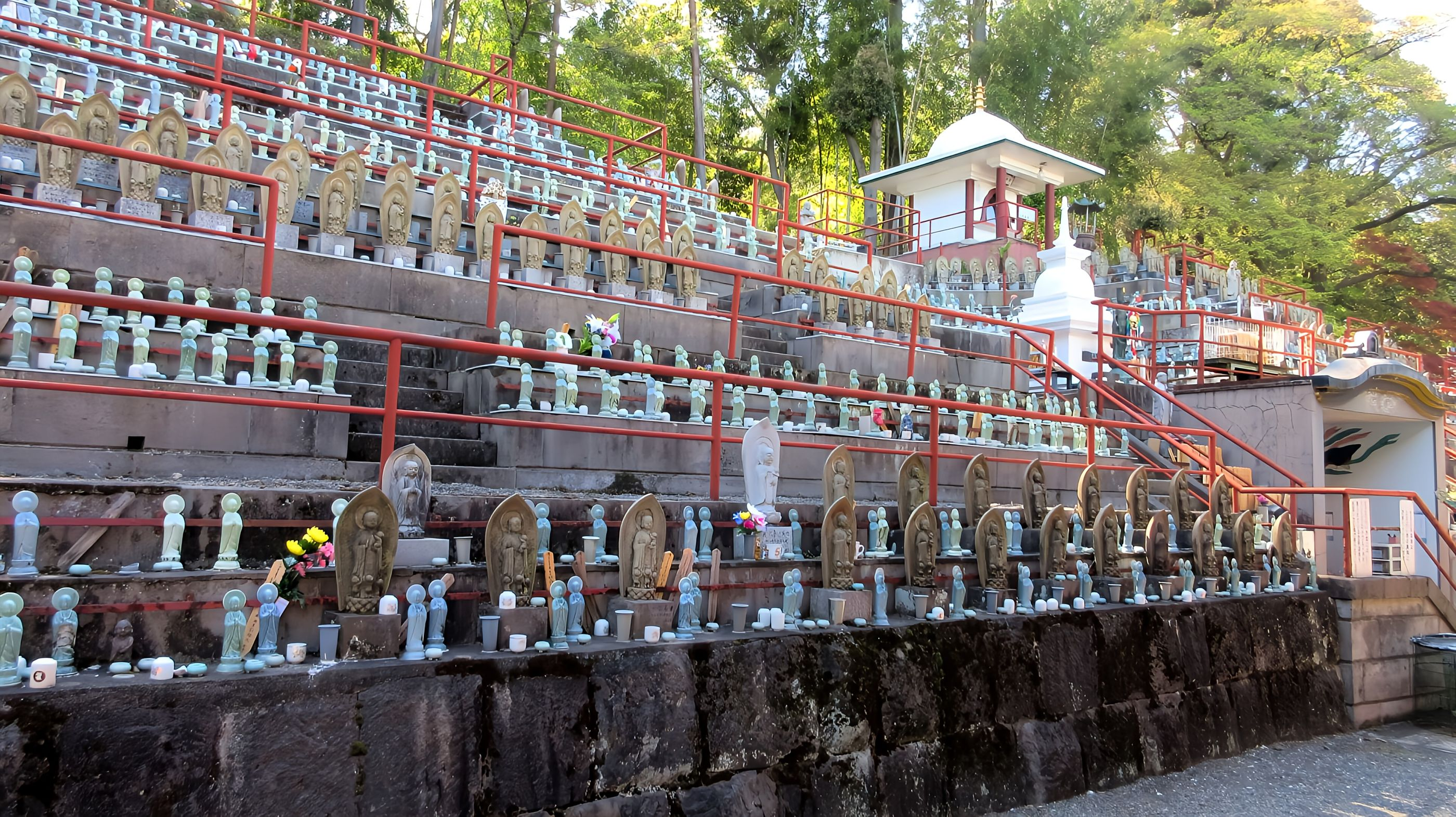
整然と立ち並ぶ供養地蔵

## 所在地
- 埼玉県所沢市上山口2203
  - 最寄り駅：西武鉄道狭山線・山口線西武球場前駅

## 文化財
市指定文化財
- 木造千手観音立像[7]
- 朝鮮式銅鑼[8]
- 十夜講双盤鉦及び太鼓[9]

## 関連文献
- 斎藤長秋 編「巻之四 天権之部 山口観音」『江戸名所図会』 3巻、有朋堂書店〈有朋堂文庫〉、1927年、116-123頁。NDLJP:1174157/63。
- 「新堀村 観音堂/金乗院」『新編武蔵風土記稿』 巻ノ158入間郡ノ3、内務省地理局、1884年6月。NDLJP:764001/76。